# Michel (nummer)
Michel is een single van de Nederlandse zangeres Anouk uit 2000. Het nummer is afkomstig van haar album Urban Solitude. Het is de derde single van het album en na R U Kiddin' Me de succesvolste single van het album.
Het nummer werd op 22 juli 2000 Alarmschijf.

## Hitnotering

### Nederlandse Top 40
Het nummer stond vanaf juli 2000 vijftien weken in de Nederlandse Top 40.
| Michel in de Nederlandse Top 40 - binnen: 15-07-2000 | Michel in de Nederlandse Top 40 - binnen: 15-07-2000 | Michel in de Nederlandse Top 40 - binnen: 15-07-2000 | Michel in de Nederlandse Top 40 - binnen: 15-07-2000 | Michel in de Nederlandse Top 40 - binnen: 15-07-2000 | Michel in de Nederlandse Top 40 - binnen: 15-07-2000 | Michel in de Nederlandse Top 40 - binnen: 15-07-2000 | Michel in de Nederlandse Top 40 - binnen: 15-07-2000 | Michel in de Nederlandse Top 40 - binnen: 15-07-2000 | Michel in de Nederlandse Top 40 - binnen: 15-07-2000 | Michel in de Nederlandse Top 40 - binnen: 15-07-2000 | Michel in de Nederlandse Top 40 - binnen: 15-07-2000 | Michel in de Nederlandse Top 40 - binnen: 15-07-2000 | Michel in de Nederlandse Top 40 - binnen: 15-07-2000 | Michel in de Nederlandse Top 40 - binnen: 15-07-2000 | Michel in de Nederlandse Top 40 - binnen: 15-07-2000 | Michel in de Nederlandse Top 40 - binnen: 15-07-2000 |
| Week                                                 | 1                                                    | 2                                                    | 3                                                    | 4                                                    | 5                                                    | 6                                                    | 7                                                    | 8                                                    | 9                                                    | 10                                                   | 11                                                   | 12                                                   | 13                                                   | 14                                                   | 15                                                   |                                                      |
| ---------------------------------------------------- | ---------------------------------------------------- | ---------------------------------------------------- | ---------------------------------------------------- | ---------------------------------------------------- | ---------------------------------------------------- | ---------------------------------------------------- | ---------------------------------------------------- | ---------------------------------------------------- | ---------------------------------------------------- | ---------------------------------------------------- | ---------------------------------------------------- | ---------------------------------------------------- | ---------------------------------------------------- | ---------------------------------------------------- | ---------------------------------------------------- | ---------------------------------------------------- |
| Nummer                                               | 23                                                   | 8                                                    | 5                                                    | 3                                                    | 4                                                    | 4                                                    | 9                                                    | 10                                                   | 12                                                   | 12                                                   | 15                                                   | 17                                                   | 24                                                   | 29                                                   | 34                                                   | uit                                                  |

### VlaamseUltratop 50
In de Vlaamse Ultratop 50 kwam het nummer in september 2000 binnen en bleef het nummer 21 weken in de hitlijst staan.
| Michel in de Ultratop 50 - binnen: 23-09-2000 | Michel in de Ultratop 50 - binnen: 23-09-2000 | Michel in de Ultratop 50 - binnen: 23-09-2000 | Michel in de Ultratop 50 - binnen: 23-09-2000 | Michel in de Ultratop 50 - binnen: 23-09-2000 | Michel in de Ultratop 50 - binnen: 23-09-2000 | Michel in de Ultratop 50 - binnen: 23-09-2000 | Michel in de Ultratop 50 - binnen: 23-09-2000 | Michel in de Ultratop 50 - binnen: 23-09-2000 | Michel in de Ultratop 50 - binnen: 23-09-2000 | Michel in de Ultratop 50 - binnen: 23-09-2000 | Michel in de Ultratop 50 - binnen: 23-09-2000 | Michel in de Ultratop 50 - binnen: 23-09-2000 | Michel in de Ultratop 50 - binnen: 23-09-2000 | Michel in de Ultratop 50 - binnen: 23-09-2000 | Michel in de Ultratop 50 - binnen: 23-09-2000 | Michel in de Ultratop 50 - binnen: 23-09-2000 | Michel in de Ultratop 50 - binnen: 23-09-2000 | Michel in de Ultratop 50 - binnen: 23-09-2000 | Michel in de Ultratop 50 - binnen: 23-09-2000 | Michel in de Ultratop 50 - binnen: 23-09-2000 | Michel in de Ultratop 50 - binnen: 23-09-2000 | Michel in de Ultratop 50 - binnen: 23-09-2000 |
| Week                                          | 1                                             | 2                                             | 3                                             | 4                                             | 5                                             | 6                                             | 7                                             | 8                                             | 9                                             | 10                                            | 11                                            | 12                                            | 13                                            | 14                                            | 15                                            | 16                                            | 17                                            | 18                                            | 19                                            | 20                                            | 21                                            |                                               |
| --------------------------------------------- | --------------------------------------------- | --------------------------------------------- | --------------------------------------------- | --------------------------------------------- | --------------------------------------------- | --------------------------------------------- | --------------------------------------------- | --------------------------------------------- | --------------------------------------------- | --------------------------------------------- | --------------------------------------------- | --------------------------------------------- | --------------------------------------------- | --------------------------------------------- | --------------------------------------------- | --------------------------------------------- | --------------------------------------------- | --------------------------------------------- | --------------------------------------------- | --------------------------------------------- | --------------------------------------------- | --------------------------------------------- |
| Nummer                                        | 40                                            | 35                                            | 23                                            | 21                                            | 22                                            | 19                                            | 20                                            | 11                                            | 15                                            | 13                                            | 11                                            | 11                                            | 12                                            | 16                                            | 18                                            | 19                                            | 21                                            | 23                                            | 33                                            | 40                                            | 44                                            | uit                                           |

### NPO Radio 2 Top 2000
| Nummer met noteringen in de NPO Radio 2 Top 2000 | '05 | '06 | '07 | '08 | '09 | '10 | '11 | '12 | '13 | '14 | '15 | '16 | '17 | '18 | '19 | '20 | '21 | '22 | '23 | '24 |
| ------------------------------------------------ | --- | --- | --- | --- | --- | --- | --- | --- | --- | --- | --- | --- | --- | --- | --- | --- | --- | --- | --- | --- |
| Michel                                           | 475 | 295 | 196 | 468 | 278 | 503 | 304 | 319 | 376 | 393 | 468 | 594 | 609 | 515 | 513 | 589 | 622 | 795 | 737 | 878 |

1. ↑  Een vetgedrukt getal geeft de hoogste notering aan.
2. ↑  2005 was het eerste jaar met een notering voor dit nummer.